# グラスミア湖 (イギリス)
グラスミア湖 (Grasmere) は、イギリスの湖水地方、カンブリア州にある小さな湖の1つである。湖のすぐ北にあるヴィレッジ（村）グラスミアは、詩人ウィリアム・ワーズワースとその妹ドロシー・ワーズワースにゆかりのあることで有名である。
湖は長さ1680ヤード（1540メートル）、幅700ヤード（640メートル）、面積0.24平方マイル（0.62平方キロメートル）。最大深度は70フィート（21メートル）、海抜は208フィート（62メートル）。湖はロセイ川が流れ込み、また流れ出しており、ロセイ川は村を通り抜けて湖に入り、その後下流の近くのライダル・ウォーターに出て、さらにウィンダミアへと流れていく。
湖の水域は、ローザー・エステートからナショナル・トラストに貸し出されている。湖水は航行可能で、個人のボートや手漕ぎボートの貸し出しは許可されているが、動力付きボートは禁止されている。
湖にはグラスミア島、または単にジ・アイランドと呼ばれる島が1つある。2017年にこの島はナショナル・トラストに遺贈された。この寄贈はナショナル・トラストにとって特別な意味を持っている。なぜなら、この組織は、1893年に同じ島が民間の入札者に売却されたことを受けて設立されたからである。キャノン・ハードウィック・ローンズリーは、そのような場所は公有であるべきだと感じ、その後すぐにオクタヴィア・ヒルとロバート・ハンターと共にナショナル・トラストを設立した。

## 語源
（下記のOEは西暦1100年頃までの古英語、ONは古ノルド語を意味する。）
湖の名前「Grasmere」は、「草に囲まれた」(gres)「湖」(mere) を意味している。初期の綴り「Grys-」「Gris(s)-」は、第1主語がON「griss」（子豚）であることを示唆しているが、証拠の重みは、OE/ON「gres」（草）を指し、現代形は標準英語の影響を受けている。DEPNのEilert Ekwallが示唆したように 、中間の「-s(s)e-」は、ON「gres-saer」（草の湖）が元の名前であることを示している可能性がある。さらに、「mere」という要素は、OE、ModEでは「湖、水たまり」を示すと指摘されている。